# Park Hae-il
Park Hae-il (박해일?; 26 gennaio 1977) è un attore sudcoreano.

## Biografia
Nel 2003 si è fatto notare interpretando il terzo e ultimo sospettato degli omicidi al centro del giallo di Memories of Murder, venendo poi diretto nuovamente da Bong Joon-ho, stavolta come uno dei protagonisti, nell'horror campione d'incassi The Host (2006). È stato premiato come miglior attore ai premi Daejong 2011.

## Filmografia parziale
- Jiltuneun naui him, regia di Park Chan-ok (2003)
- Gukhwaggot hyanggi, regia di Lee Jeong-wook (2003)
- Memories of Murder (Sarinui chueok), regia di Bong Joon-ho (2003)
- In-eo gongju, regia di Park Heung-sik (2004)
- Yeonae-ui mokjeok, regia di Han Jae-rim (2005)
- The Host (Gwoemul), regia di Bong Joon-ho (2006)
- Geungnakdo sar-insageon, regia di Kim Han-min (2007)
- 10eok, regia di Jon Min-ho (2009)
- Goryeonghwa gajok, regia di Song Hae-sung (2013)
- High Society (Sanglyusahoe), regia di Byun Hyuk (2018)
- Heaven: Haengbog-ui nararo, regia di Im Sang-soo (2021)
- Decision to Leave, regia di Park Chan-wook (2022)